# Rockets (Basketballverein)
Basketball in Gotha e. V. ist ein Basketballverein aus Gotha. Die 2009 in eine GmbH ausgegliederte Herrenmannschaft trat bis Ende der Saison 2015/16 unter dem Namen Oettinger Rockets Gotha und in der Folge bis Ende 2017 als Oettinger Rockets an und spielte ab der Saison 2016/17 in der Messe Erfurt. In der Saison 2017/18 nahm die Mannschaft am Spielbetrieb der Basketball-Bundesliga teil. Da die Oettinger Brauerei nach 20 Jahren mit Ablauf des Jahres 2017 als Hauptsponsor ausstieg, lautete der Name anschließend einfach Rockets.

## Geschichte
Die Rockets sind aus der 1. Herrenmannschaft des Vereins Basketball in Gotha e. V. hervorgegangen, der am 2. Juli 1998 gegründet wurde. Die 1. Herrenmannschaft des Vereins begann 1998 in der Bezirksliga und stieg bis 2005 in die 1. Regionalliga auf. Im September 2009 wurde die BiG GmbH gegründet, die fortan den Spielbetrieb der Herrenmannschaft organisierte. Erster Geschäftsführer der Gesellschaft wurde Dirk Kollmar. Der Stammverein Basketball in Gotha (BiG) e. V. leitete weiterhin den Spielbetrieb der Basketballmannschaften aus dem Herren- (bis auf die Profimannschaft), Damen- und Nachwuchsbereich.
In der Saison 2009/10 wurde die Mannschaft Dritter der 1. Regionalliga Südost und erhielt das Aufstiegsrecht in die 2. Bundesliga ProB zugesprochen. In der ersten Saison nach dem ProB-Aufstieg verpasste man den sportlichen Klassenerhalt (Niederlage in der Abstiegsrunde gegen Bernau), konnte aber dennoch in der Liga bleiben. In der Saison 2011/12 wurden die Rockets ProB-Meister und stiegen in die ProA auf. Meistertrainer war der Schweizer Marko Simić.
In der zweiten Liga, der 2. Bundesliga ProA, fasste der Verein schnell Fuß, entwickelte sich unter dem ehemaligen Bundesliga-Spieler Chris Ensminger als Cheftrainer (ab Juli 2013) zu einer Spitzenmannschaft der Liga und nahm das Ziel „Aufstieg in die Bundesliga“ in den Blick. Im Mai 2014 starb Präsident Dirk Kollmar, der zu den Gründern des Vereins Basketball in Gotha e. V. gehörte und die Entwicklung des Basketball-Sports in Gotha als Funktionär sowie als Sponsor (Oettinger Brauerei) entscheidend geprägt hatte.
Die U16-Mannschaft Gothas schaffte 2015 den Sprung in die JBBL.
An der Umsetzung der Aufgabe Bundesliga-Aufstieg arbeitete seit Sommer 2016 auch der ehemalige Macher der Brose Baskets Bamberg, Wolfgang Heyder, erst als Berater, dann als „Leiter Sport und wirtschaftliche Entwicklung“ mit. „Jetzt wollen wir innerhalb der nächsten beiden Jahre aufsteigen und haben somit auch einen Paradigmenwechsel eingeläutet“, sagte Heyder im Gespräch mit basketball.de im Juli 2016.

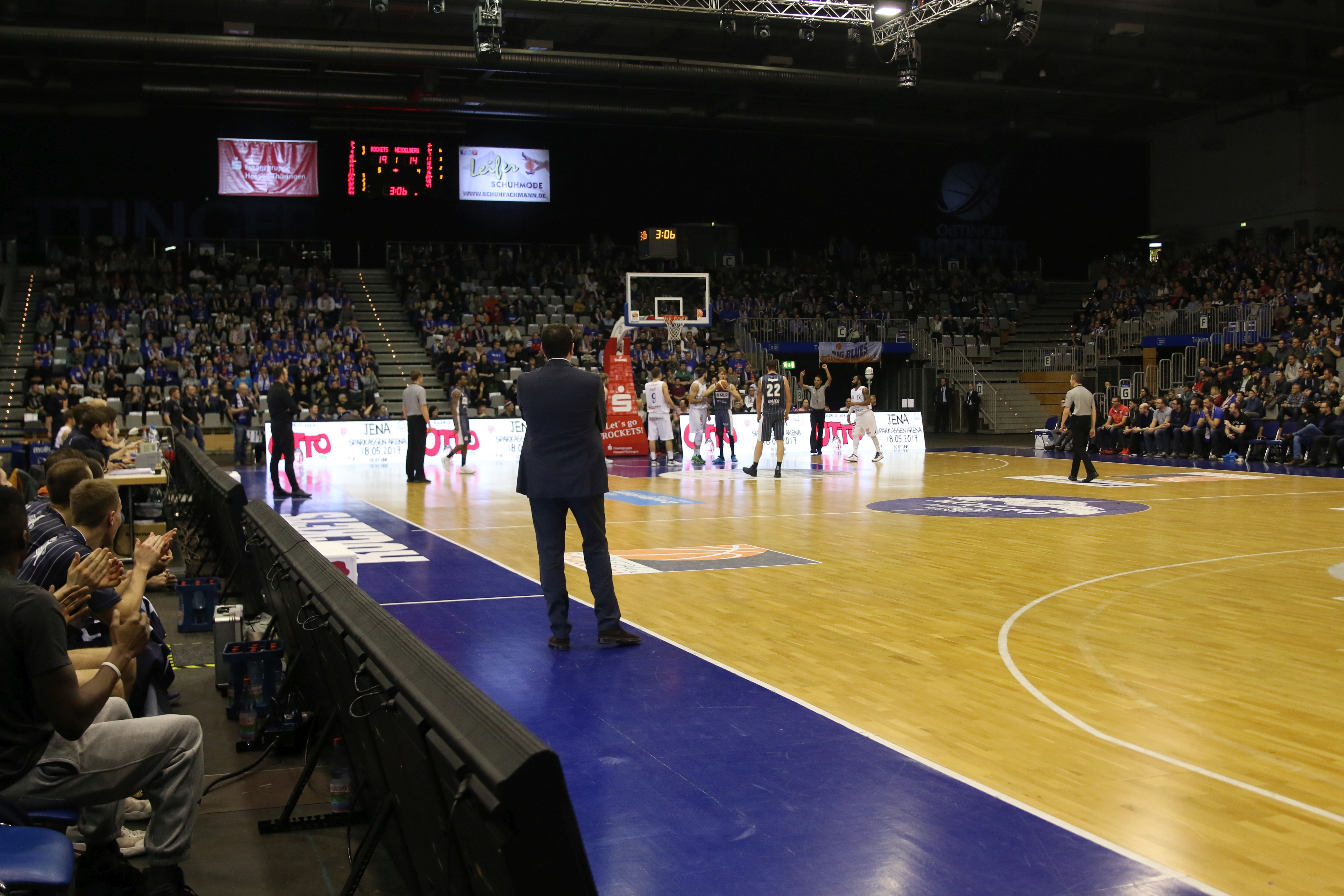
Spiel der Oettinger Rockets in der MesseHÖLLE Erfurt (2017)

Ab der Saison 2016/17 trug die Herrenmannschaft ihre Heimspiele in der Messehalle Erfurt aus. Sie war auch unter Bezeichnung MesseHÖLLE Erfurt bekannt. Dieser Schritt wurde unter anderem zwecks weiterer Professionalisierung und der Erschließung neuer Zuschauerressourcen getätigt. Am 31. Januar 2017 erfolgte die Trennung von Headcoach Chris Ensminger, nachdem die Rockets zu diesem Zeitpunkt mit zehn Siegen und zehn Niederlagen lediglich auf dem siebten Platz der Tabelle rangierten. Nachfolger (vorerst bis Saisonende) wurde Ivan Pavić. Pavic führte die Thüringer im Frühjahr 2017 ins ProA-Finale und damit zum Aufstieg in die Basketball-Bundesliga. Im Halbfinale gegen Chemnitz lag Gotha bereits mit 0:2-Siegen im Hintertreffen, gewann dann aber die folgenden drei Partien und zog damit in die Endspielserie ein. Der entscheidende Sieg zum Aufstieg in die Bundesliga gelang der Mannschaft am 3. Mai 2017, also auf den Tag genau drei Jahre nach dem überraschenden Tod von Dirk Kollmar, dem „Macher“ des Gothaer Basketballs. Der Aufstieg wurde seitens des Vereins Kollmar gewidmet. Die „Raketen“ verloren im Finale gegen den Mitteldeutschen BC sowohl Hin- als auch Rückspiel (80:87, 62:84), beendeten die Saison 2016/17 also als Vizemeister. Am 31. Mai 2017 wurde der Vertrag mit Aufstiegstrainer Pavic verlängert.
Im Sommer 2017 qualifizierte sich Gothas U19-Mannschaft für die Teilnahme an der Nachwuchs-Basketball-Bundesliga.
Mitte Dezember 2017 gab die Oettinger-Brauerei bekannt, sich zum Jahresende 2017 als Sponsor der Mannschaft zurückzuziehen. Um die Fortsetzung des Spielbetriebs zu gewährleisten, brachte Astrid Kollmar (Gesellschafterin des Betreibers BiG GmbH) eine sechsstellige Summe aus ihrem Privatvermögen in den Mannschaftshaushalt ein. Nach dem Ausstieg des Hauptsponsors Oettinger wurde der Mannschaftstitel „Oettinger Rockets“ zum 1. Januar 2018 auf „Rockets“ verkürzt. Durch eine 81:85-Niederlage gegen den thüringischen Konkurrenten Jena am letzten Spieltag der Bundesliga-Saison 2017/18 rutschte die Mannschaft auf den 17. Tabellenrang und damit auf einen Abstiegsplatz. Somit stand nach einem Jahr Erstligazugehörigkeit der Abstieg fest.
Die zweite Gothaer Herrenmannschaft, offiziell unter dem Namen OeTTINGER Rockets Gotha 2 antretend, gewann in der Saison 2017/18 den Meistertitel in der 1. Regionalliga Süd-Ost und erreichte auf diese Weise den Aufstieg in die 2. Bundesliga ProB. In der Mannschaft, die von Trainer Florian Gut zum Titelgewinn geführt wurde, erhielten auch mehrere Talente Spielpraxis, die mit Doppellizenzen in der Regionalliga sowie in der Bundesliga einsatzberechtigt waren.
Anfang Juni 2018 teilte die Mannschaftsleitung mit, nach dem Abstieg aus der Bundesliga die Teilnahmeberechtigung in der 2. Bundesliga ProA nicht wahrzunehmen. Als Grund wurden die fehlenden „wirtschaftlichen Rahmenbedingungen“ für den Betrieb in der zweiten Liga genannt. Nachdem man zuerst offen ließ, ob man den Startplatz in der ProB, der durch den Aufstieg der zweiten Mannschaft erlangt wurde, antreten werde, gab man Mitte Juni 2018 bekannt, dass man sich in die 2. Regionalliga zurückziehen werde. Das Teilnahmerecht an der 2. Bundesliga ProA wurde an die Artland Dragons und das Teilnahmerecht an der 2. Bundesliga ProB an den BBC Coburg abgetreten.
Der Neuanfang der Herrenmannschaft – nunmehr wieder unter dem Dach des Basketball in Gotha (BiG) e. V. – wurde in der Saison 2018/19 in der 2. Regionalliga unter Trainer Valentino Lott begonnen. Übergangsweise betreuten Ronny Schönau und Peter Krautwald die Mannschaft, Mitte November 2019 trat die Spanierin Iria Uxía Romarís Durán das Traineramt an. Nachfolger der Spanierin wurde in der Sommerpause 2020 der Russe Kemal Velishaev. Velishaev führte die Mannschaft 2025 zum Aufstieg in die 1. Regionalliga.

## Vergangene Spielzeiten (seit 2010)
- 2010/11: 09. Platz ProB-Süd
- 2011/12: 01. Platz ProB-Süd (ProB-Meister durch einen 2:0-Erfolg im Play-off-Finale gegen den SC RASTA Vechta; Aufstieg in die ProA)
- 2012/13: 14. Platz ProA
- 2013/14: 07. Platz ProA (Im Play-off-Viertelfinale mit 1:3 gegen die Crailsheim Merlins ausgeschieden)
- 2014/15: 05. Platz ProA (im Play-off-Halbfinale mit 1:3 gegen die s.Oliver Baskets ausgeschieden)
- 2015/16: 04. Platz ProA (im Play-off-Halbfinale mit 0:3 gegen SC RASTA Vechta ausgeschieden)
- 2016/17: 02. Platz ProA (Aufstieg; im Play-off-Finale mit 80:87 und 62:84 gegen den Mitteldeutschen BC Vizemeister)
- 2017/18: 17. Platz Basketball-Bundesliga (Abstieg in die ProA nach einem Jahr Bundesligazugehörigkeit)
- 2018/19: 7. Platz 2. Regionalliga[36]
- 2019/20: 8. Platz 2. Regionalliga[37]
- 2020/21: - 2. Regionalliga (Saison wurde wegen COVID-19 abgebrochen)
- 2021/22: 10. Platz 2. Regionalliga
- 2022/23: 5. Platz 2. Regionalliga
- 2023/24: 2. Platz 2. Regionalliga
- 2024/25: 1. Platz 2. Regionalliga (Aufstieg in die 1. Regionalliga Süd-Ost)

## Trainerchronik
| Amtszeit        | Trainer                       |
| --------------- | ----------------------------- |
| 2003–2007       | Peter Krautwald               |
| 2007–2009       | Alexander Uth                 |
| 00/2009–12/2009 | Dainius Pleta                 |
| 12/2009–201000/ | Mike Smith                    |
| 2010–2011       | Alexander Chartschenkow       |
| 00/2011–11/2012 | Marko Simić                   |
| 12/2012–201300/ | Christoph Nicol               |
| 00/2013–01/2017 | Chris Ensminger               |
| 01/2017–201800/ | Ivan Pavic                    |
| 00/2018–10/2019 | Valentino Lott                |
| 10/2019–11/2019 | Ronny Schönau/Peter Krautwald |
| 11/2019–03/2020 | Iria Uxía Romarís Durán       |
| seit 09/2020    | Kemal Velishaev               |